# Liste des évêques d'Amelia
Le diocèse d'Amelia est un diocèse italien en Ombrie fondé au Ve siècle avec siège à Amelia. À partir de 1966, le diocèse n'a plus d'évêque en propre et est administré par ceux de Terni-Narni. Enfin en 1983, l'ensemble prend le nom de diocèse de Terni-Narni-Amelia.

## Liste des évêques
- Stéphane Ier (v. 420)
- Ilario (v. 465)
- Tiburtino (v. 466)
- Martiniano (486–487)
- Sallustio (v. 499)
- Saint'Imerio (v. 525)
- Adeodato (v. 649)
- Pierre Ier (v. 721)
- Sunalbo (v. 761)
- Benoît Ier (v. 826)
- Ortodulfo (v. 844)
- Albino (853)
- Leo (861)
- Pasquale (v. 870)
- Romualdo (v. 890)
- Benoît  II
- Deusdedit (Deodato) (v. 1015)
- Oddo (v. 1047)
- Giacomo (1116)
- Gerardo (1126–1146)
- Gigo (1158)
- Pietro II. (1179)
- Oberto (v. 1195)
- Giacomo (1196–1217)
- Otto (1225)
- Stefan (1233)
- Gualterio (1254–1264)
- Bartolomeo (1264–1286)
- Mauro (1286–1321)
- Michele (1321)
- Alamanno (1322–1326)
- Giovanni Tocco (1326)
  - Nicola d'Alviano (anti-évêque par  Nicolas V)
- Manno Terribilis (1328–1363)
- Gerardo (1364–1376)
- Francesco Castrichini (1376–1389)
- Corrado (1390–1392)
- Stefano Bordoni (1392–1409)
- Andrea Moriconi (1409–1426)
- Filippo Venturelli (1426–1443)
- Ugolino Nacci (1443)
- Ruggero Mandosi (1444–1484)
- Cesare Nacci (1484–1504)
- Giustiniano Moriconi (1504–1523)
- Giovan Domenico Moriconi (1523–1558)
- Baldo Farrattini (1558–1562)
- Bartolomeo Farrattini (1562–1571)
- Mariano Vittori (1571-1572)
- Giovanni Antonio Lazzari (1572–1592)
- Antonio Maria Graziani (1592–1611)
- Antonio Maria Franceschini (1611–1612)
- Francesco Cennini de' Salamandri (1612–1623)
- Domenico Pichi (1623–1633)
- Torquato Perotti (1633–1642)
- Gaudenzio Poli (1643–1679)
- Giuseppe Sallustio Fadulfi (1679–1685)
- Giovan Battista Antici (1685–1690)
- Giuseppe Crispino (1695–1721)
- Giovan Battista Renzoli (1721–1743)
- Giacomo Filippo Consoli (1743–1770)
- Tommaso Struzzieri (1770–1775)
- Francesco Angelo Jacoboni (1775–1785)
- Carlo Maria Fabi (1785–1798)
- Francesco Gazzoli (1800–1805)
- Fortunato Maria Pinchetti (1806–1827)
- Vincenzo Macioti (1828–1836)
- Mariano Bartocci Brasca (1836–1851)
- Salvatore Valentini (1851–1855)
- Nicola Pace (1855–1881)
- Francesco Eusebio Magner (1881–1882)
- Eugenio Clari (1882–1893)
- Vincenzo Giuseppe Veneri (1893–1906)
- Francesco Maria Berti, O.F.M. Conv. (1907–1938)
- Vincenzo Lojali (1938–1966)